# Planetarna diferenciacija
Planetarna diferenciacija ali planetarno razslojevanje je skupina procesov v katerih se med nastajanjem planeta ločujejo sestavine zaradi različnih fizičnih in kemičnih lastnosti snovi. Zaradi tega se v notranjosti planeta razvijejo plasti. Osnovni vzrok razslojevanja so različne gostote snovi. Snov z večjo gostoto se pogreza v središče telesa in pri tem izriva lažje snovi proti površini. Nastaneta jedro v središču in skorja na površini.
Razslojevanje nastane zaradi različnih vzrokov. Po nastanku protoplaneta se je ta pričel segrevati in postopek diferenciacije se je nadaljeval do nastanka jedra, plašča in skorje na površini. Postopek je podoben pri vseh planetih in asteroidih.

## Nastanek nediferenciranega telesa
Po nastanku Sonca iz medzvezdnega oblaka prahu in po povišanju temperature v njem, je sončni veter in svetlobni tlak odnašal velike količine snovi v okolico, kjer so nastali protoplaneti. Protoplaneti so se pričeli segrevati zaradi radioaktivnega razpadanja, udarcev zunanjih teles in zaradi težnostnega tlaka na notranje dele. Del snovi se je stalil. S tem se je povečala možnost kemijskih reakcij in mešanja različnih vrst snovi.

## Fizikalna diferenciacija
Snovi z večjo gostoto so se počasi spuščale proti središču. S tem manjšajo svojo potencialno energijo, ki se spreminja v toploto. Proti središču se gibljejo težji siderofilni elementi, ki se radi vežejo z železom. V nasprotni smeri se gibljejo lažji litofilni elementi. To povzroči nastajanje jedra bogatega z železom. Obdaja ga plašč, ki ima veliko magnezija in silicija. Na vrhu nastaja skorja, ki jo sestavljajo silikati aluminija, natrija, kalija in kalcija (litofilni elementi). Na Zemlji sledi še hidrosfera. Na nekaterih nebesnih telesih vse obdaja še atmosfera.
Nebesna telesa se diferencirajo samo, če so dovolj velika. Ocenjujejo, da je za diferenciacijo potrebna velikost polmera približno 1000 km. Manjša telesa ostanejo nediferencirana in zato nimajo plasti. Diferenciacija je mnogo lažja in poteka hitreje, če je snov staljena. Delna ali celotna staljenost povzroča večjo diferenciacijo. Nekatere ocene kažejo na to, da ima Zemlja za približno 10% manjšo potencialno energijo, kot bi jo imela, če bi bila krogla z enakomerno gostoto.
Vsi notranji planeti so s podobno diferenciacijo tvorili plasti v notranjosti. To nam npr. dokazujejo meteoriti z Marsa.